# Papilio gambrisius
Papilio gambrisius är en fjärilsart som beskrevs av Pieter Cramer 1777. Papilio gambrisius ingår i släktet Papilio och familjen riddarfjärilar. Inga underarter finns listade i Catalogue of Life.

## Bildgalleri

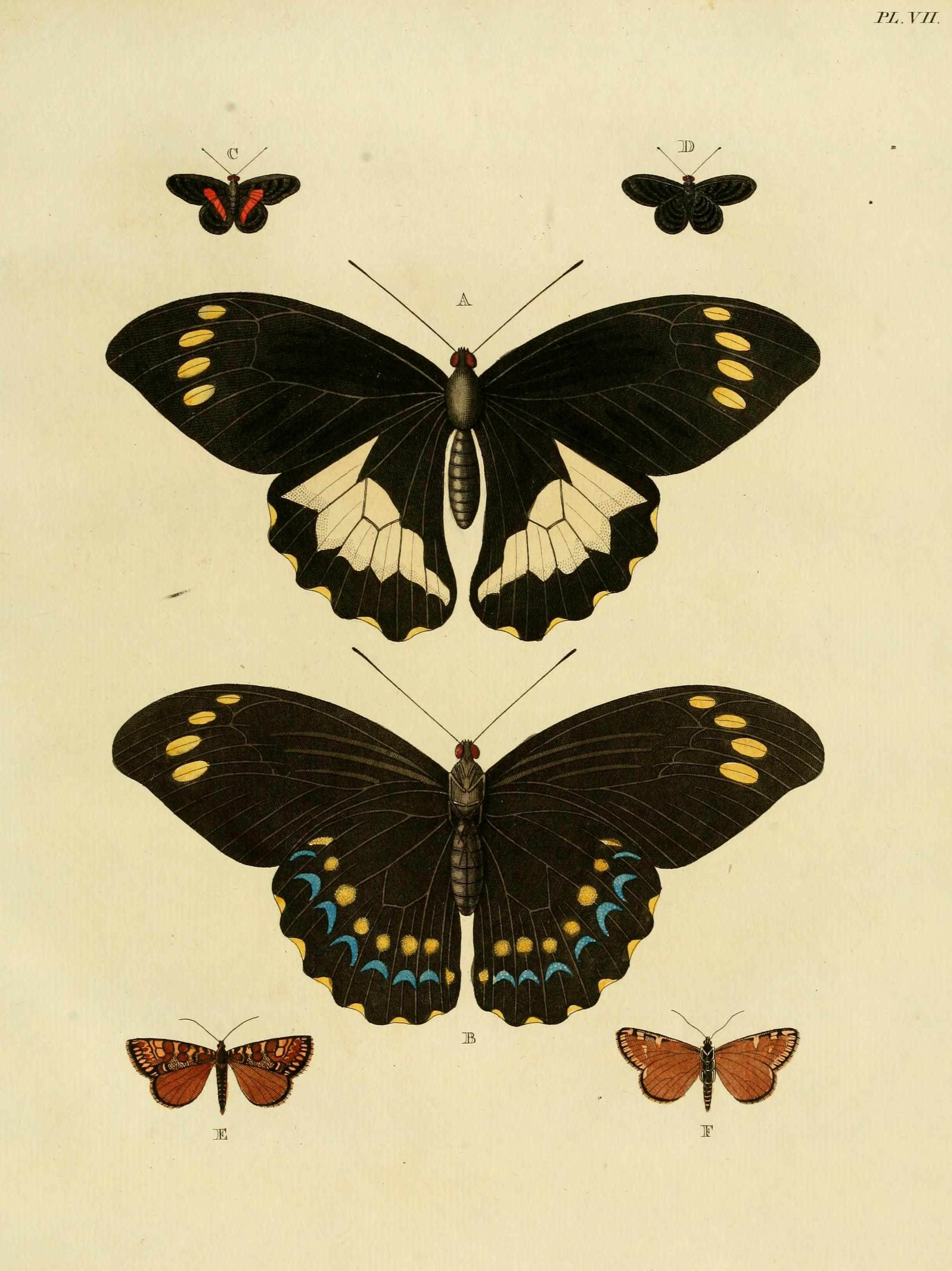
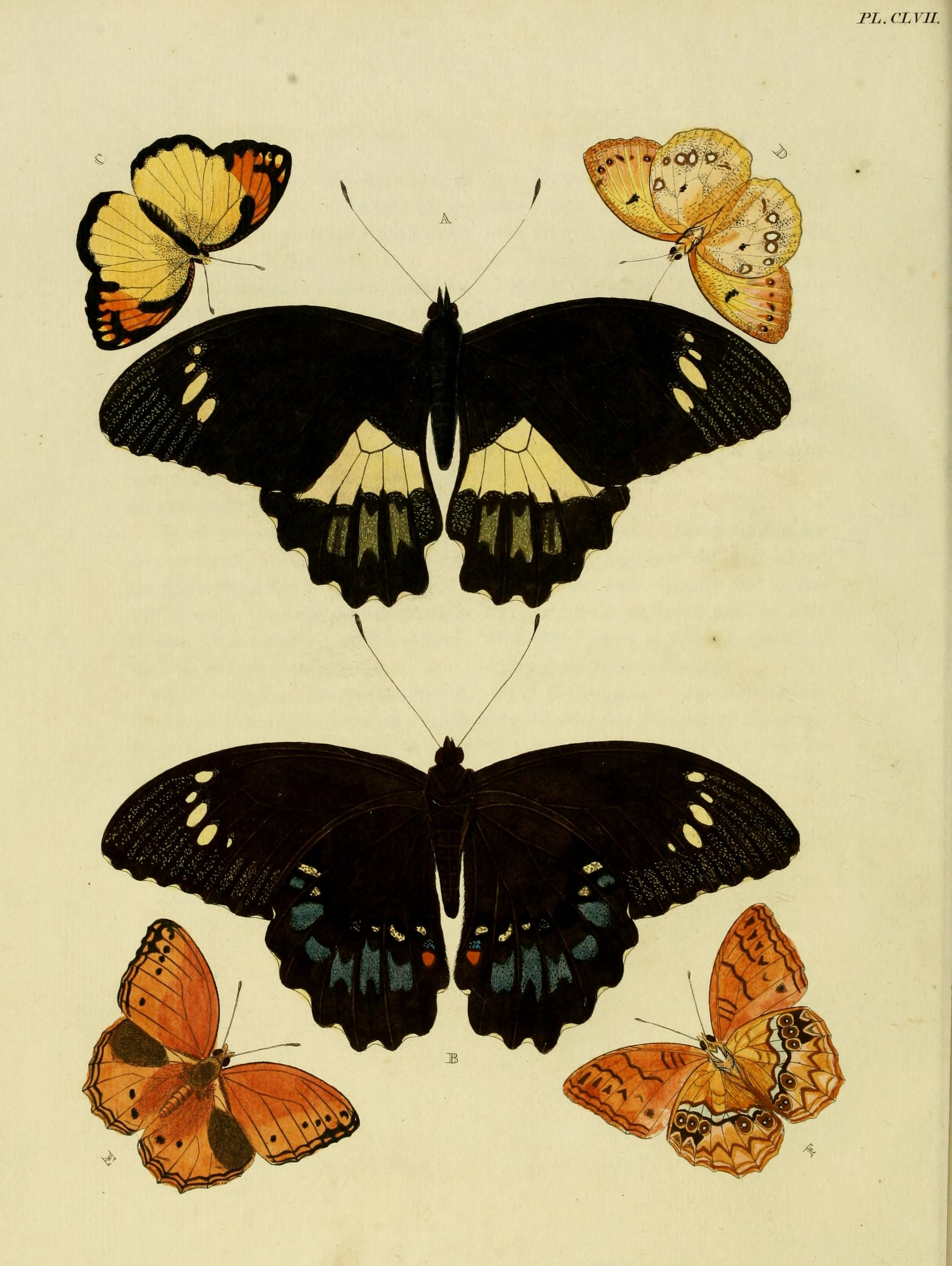
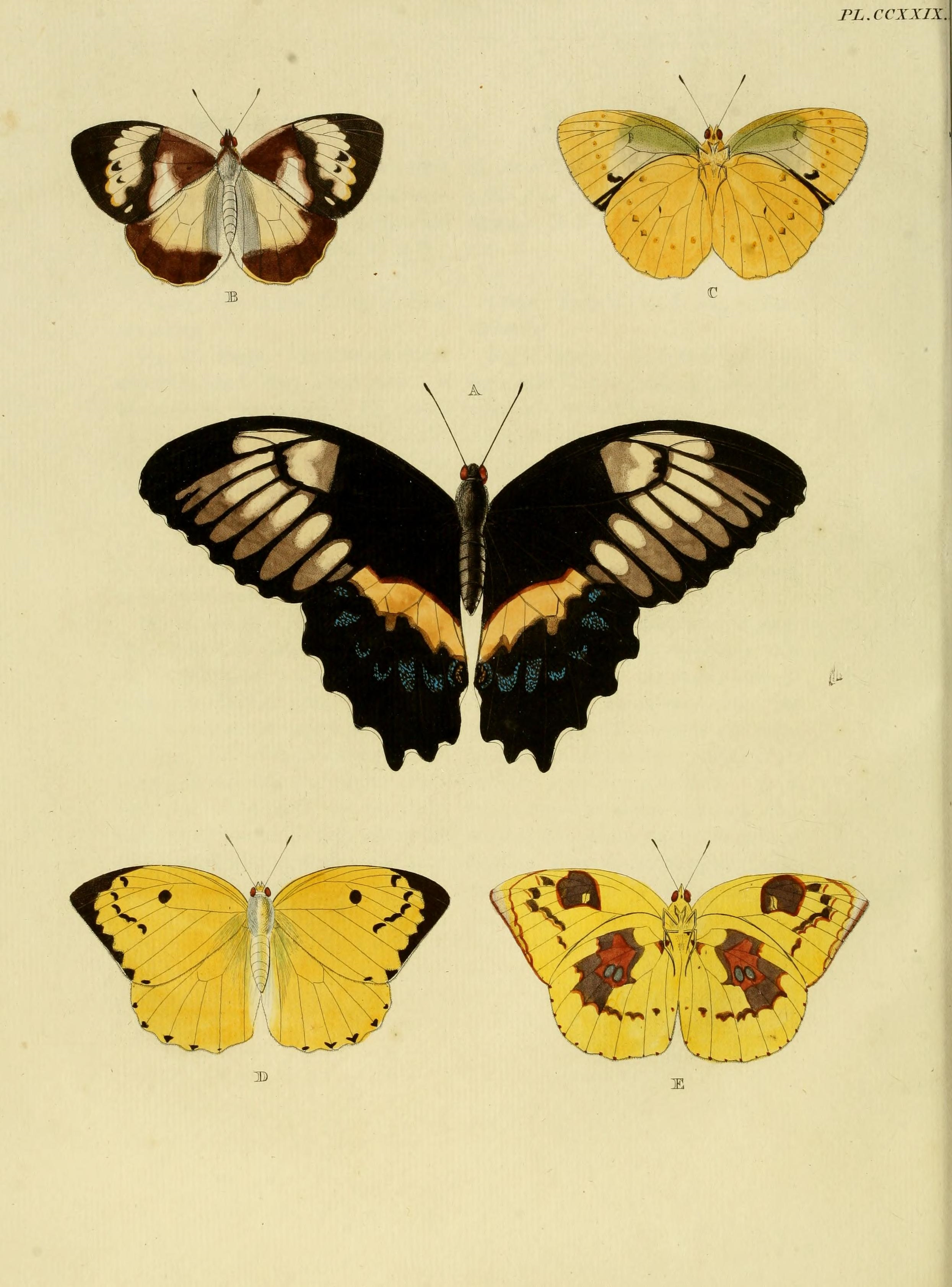
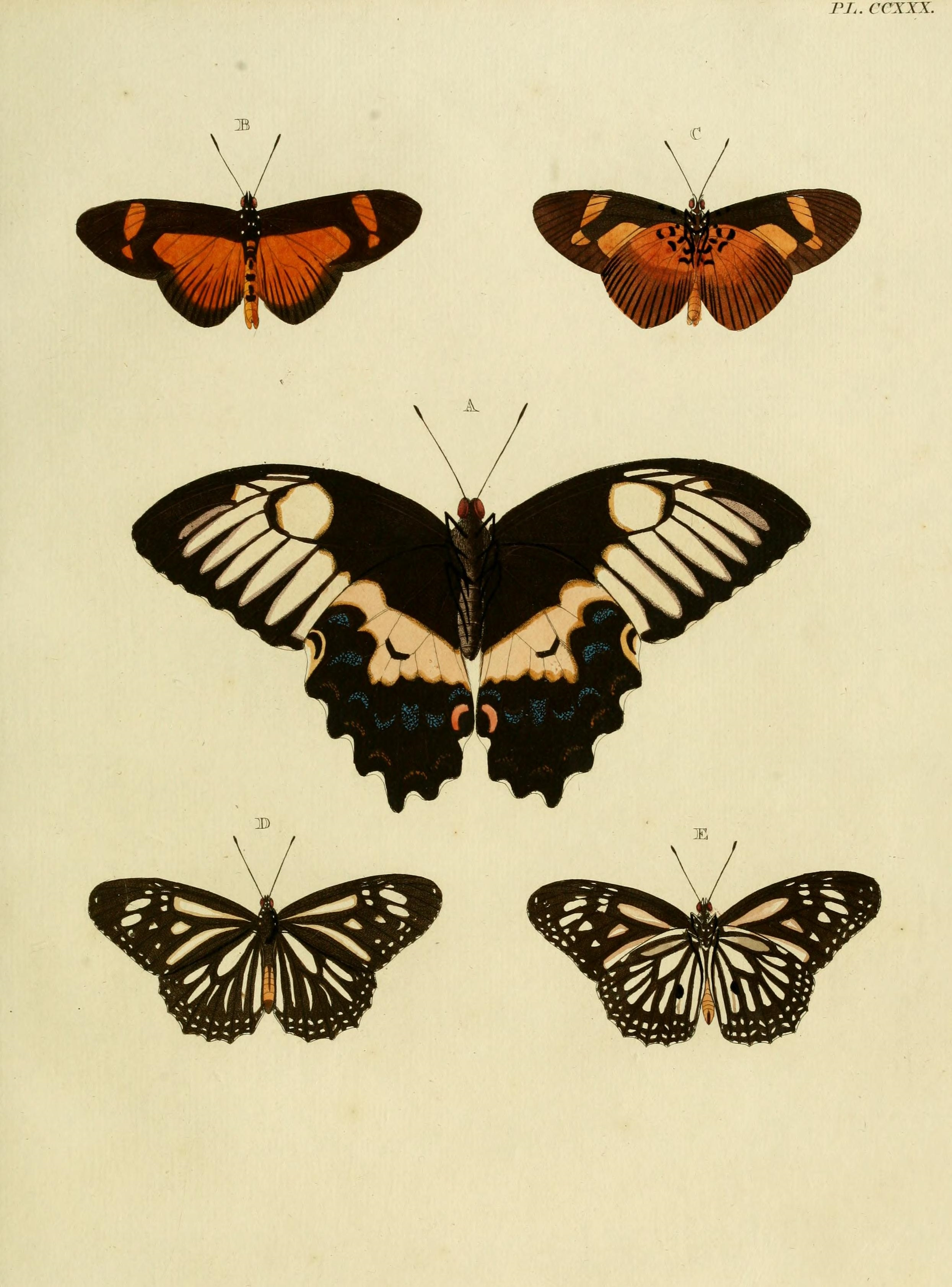
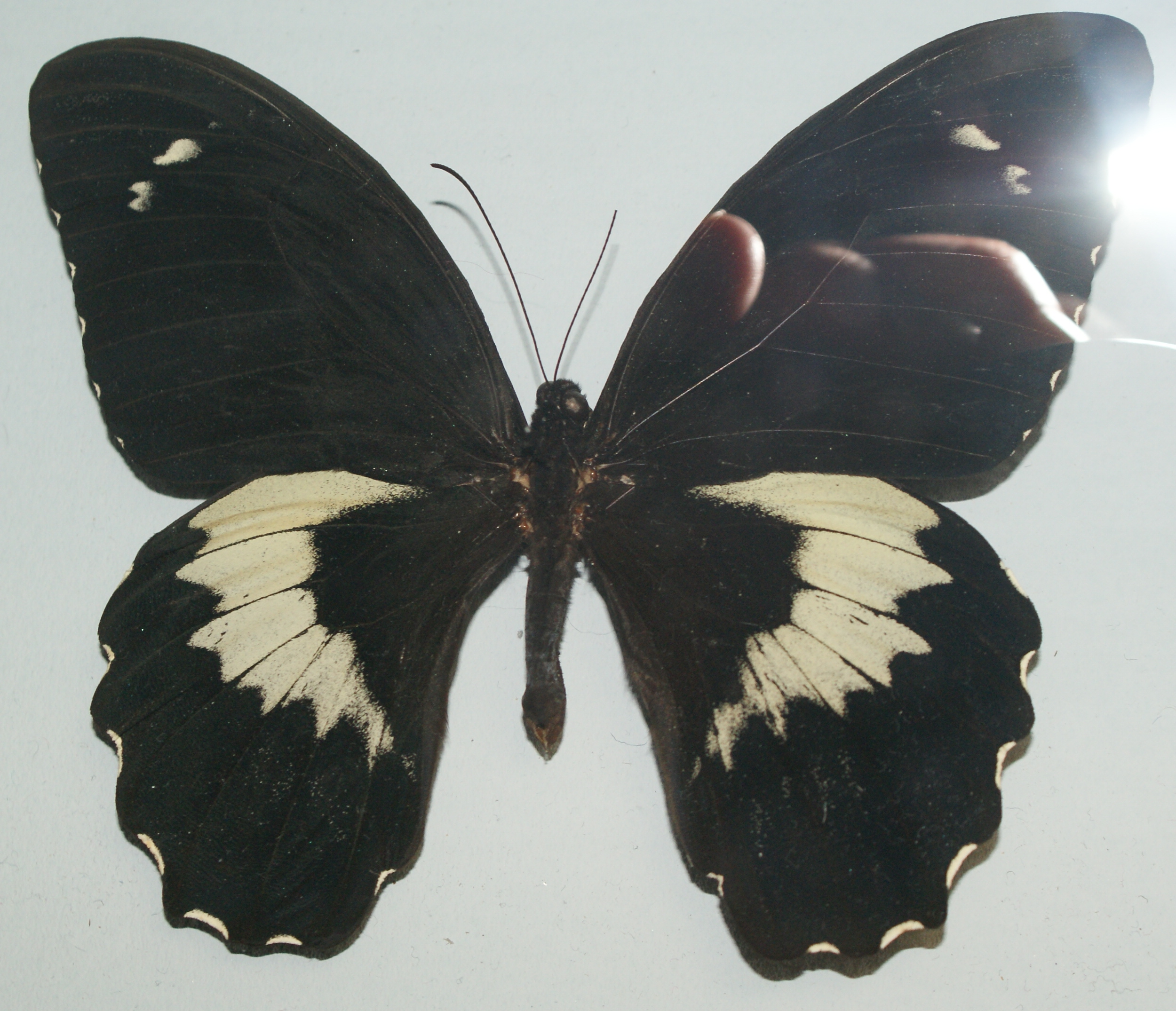